# Discotectonica discus
Discotectonica discus är en snäckart som först beskrevs av Philippi 1844.  Discotectonica discus ingår i släktet Discotectonica och familjen Architectonicidae. Inga underarter finns listade i Catalogue of Life.